# سامانه دفاع نزدیک دریایی فالانکس

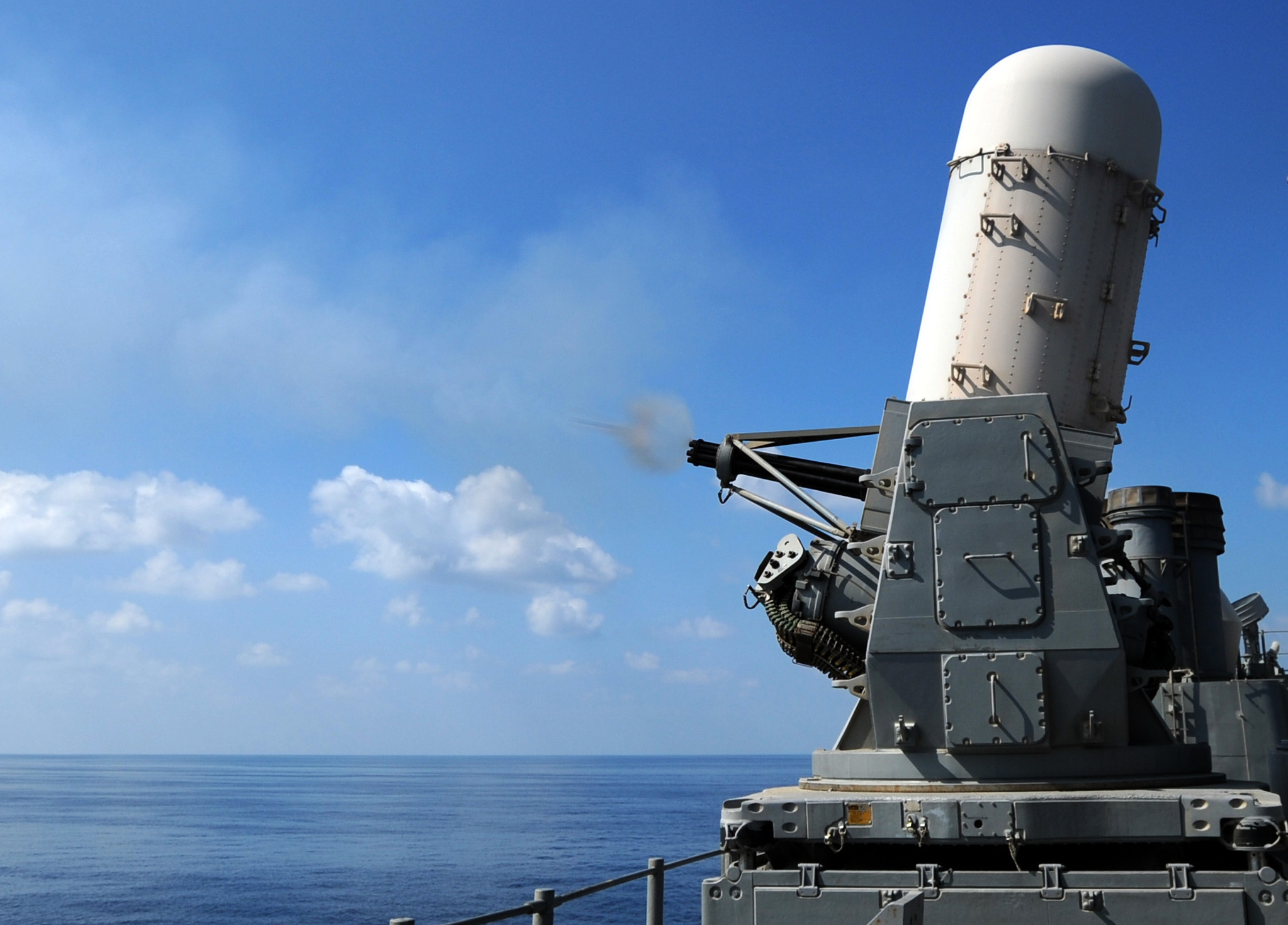
فالانکس بر روی ناو موشک‌انداز مونتری

فالانکس نوعی سامانه دفاع نزدیک دریایی است که توسط شرکت اسلحه‌سازی جنرال داینامیکس برای کشتی‌های جنگی نیروی دریایی آمریکا طراحی شده و از سال ۱۹۸۰ وارد خدمت نظامی شده‌است. این سیستم که به عنوان آخرین خط دفاعی کشتی جنگی در مقابل حملهٔ اهداف هوایی مهاجم به ویژه موشک‌های ضدکشتی عمل می‌کند، از یک مسلسل گاتلینگ ۶لول ۲۰میلی‌متری ام۶۱ والکان تشکیل می‌شود که تنظیم آتش آن توسط رادار انجام شده و بر روی یک برجک گردان با قابلیت چرخش سریع (۱۱۵ درجه در ثانیه) نصب شده‌است.
این سیستم در نیروهای دریایی ۱۶ کشور از هم‌پیمانان آمریکا از جمله بریتانیا، استرالیا، کانادا، پاکستان، عربستان سعودی، اسرائیل و ترکیه مورد استفاده قرار گرفته و نیروی دریایی آمریکا تمامی انواع کشتی‌های جنگی خود را به این سیستم مسلح کرده‌است. فالانکس یک سیستم کاملاً خودکار است و در صورتی که دیگر ترفندهای دفاعی کشتی (مانند جنگ الکترونیک، پرتاب هدفهای کاذب هوایی و موشک ضدموشک سی اسپارو) مؤثر واقع نشوند، خودبخود اقدام به شلیک به سوی هدف خواهد کرد.
یک مدل زمین‌پایه از فالانکس به نام C-RAM نیز به تازگی به عنوان پدافند هوایی کوتاه‌برد در مقابل موشک‌ها، راکت‌ها و آتش توپخانهٔ دشمن توسعه یافته‌است.

## مشخصات

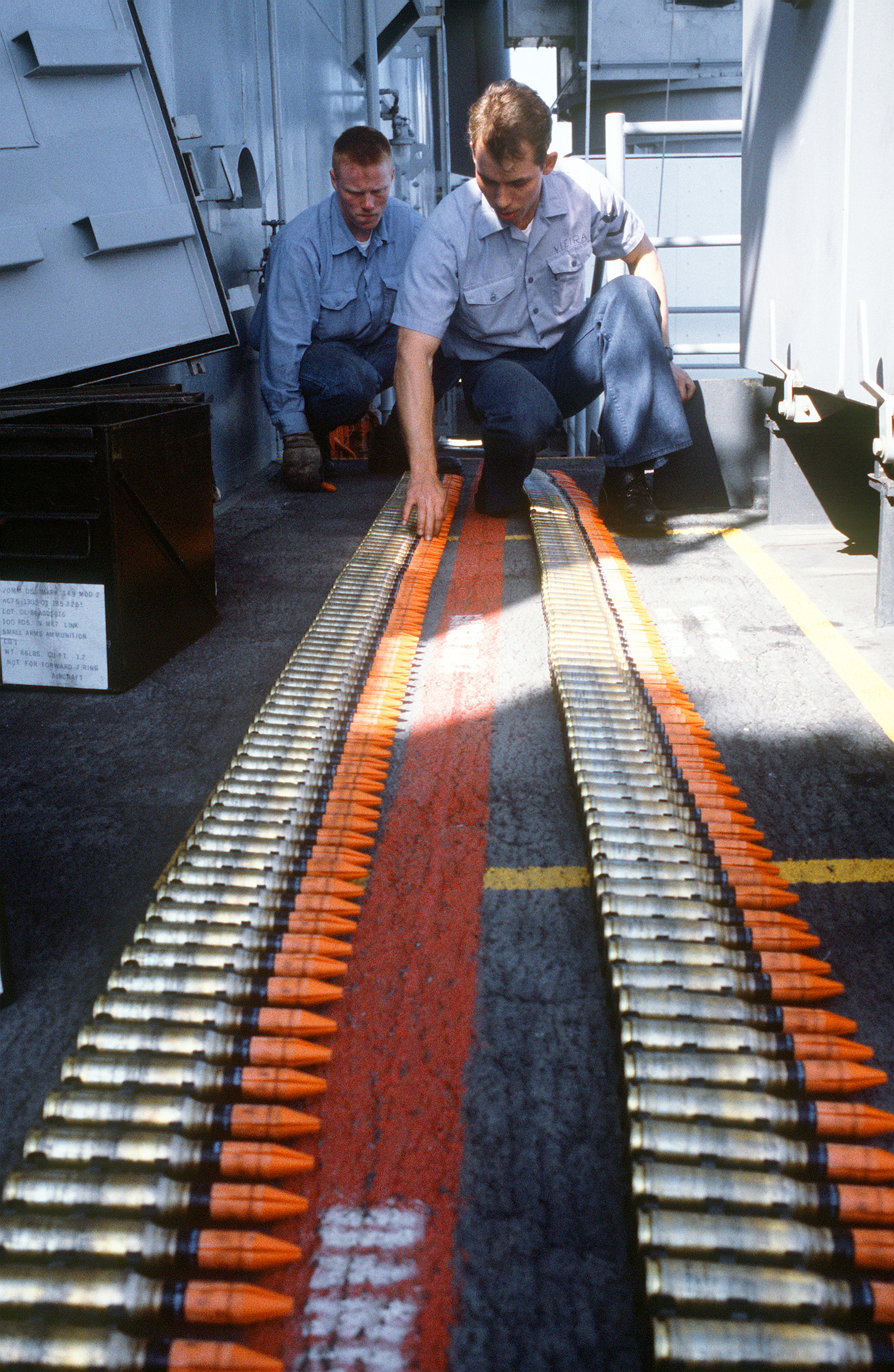
خشاب گلوله سامانه فالانکس

هر دستگاه از فالانکس با یک سیستم کنترل آتش و یک زیر سیستم همراه است که مستقل از سیستم‌های دیگر کشتی عمل می‌کنند. سیستم کنترل آتش سلاح هم اهداف وارد شونده را رهگیری می‌نماید و هم با صدور فرمان آتش رگبار خودکار گلوله‌هایش را بر روی هدف می‌ریزد. زیر سیستم کنترل آتش سلاح هم از دو رادار تشکیل می‌شود؛ یکی برای جستجو، ردیابی و کشف اهداف مهاجم و دیگری رادار رهگیر جهت نشانه روی سلاح در حین رهگیری یک هدف.
تیربار گاتلینگ این سیستم همان تیربار معروف ام۶۱ والکان است که در اغلب جنگنده‌های آمریکایی استفاده می‌شود. این سیستم قادر به شلیک گلوله‌های تنگستن (کرومی) یا اورانیوم ضعیف‌شده جهت نفوذپذیری بیشتر و گلوله‌های ساب‌کالیبر با هسته ثاقب نیز می‌باشد. برد مؤثر این توپ مسلسل ۳۶۰۰ متر و نرخ آتش تئوریک آن ۳۰۰۰ تا ۴۵۰۰ تیر در دقیقه است که در یک قطار فشنگ ۶۰ یا ۱۰۰ تیری شلیک می‌شوند. در داخل برجک سیستم که در مجموع ۶۲۰۰ کیلوگرم وزن دارد، گنجایش ۱۵۵۰ فشنگ را دارد.

## مقایسه

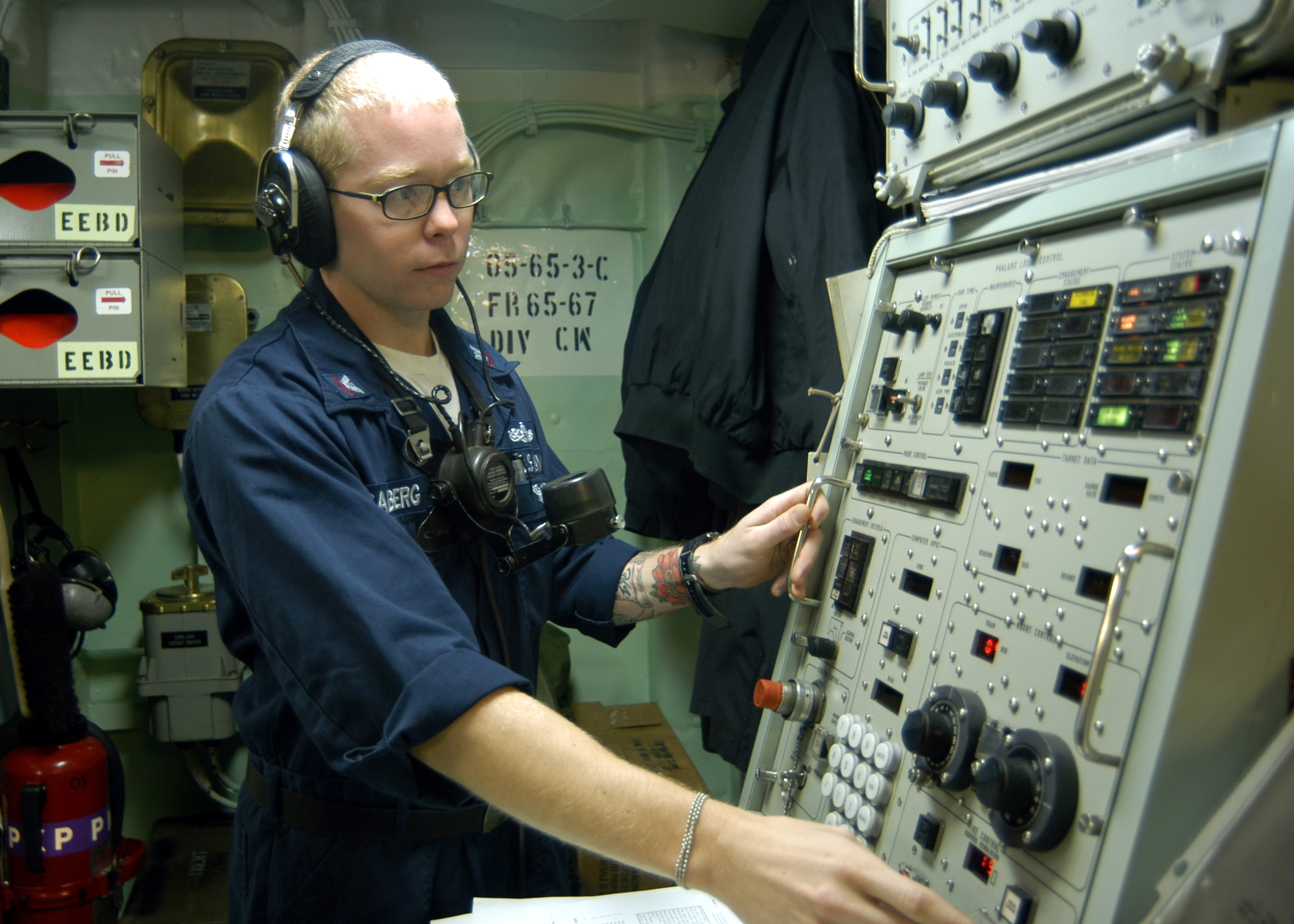
اتاق کنترل فالانکس بر روی کشتی تهاجمی آبی-خاکی یواس‌اس کیرسارچ

|                  | آکا-۶۳۰                     | فالانکس                             | گل‌کیپر                      | داردو                        | اورلیکن میلنیوم                 |
| ---------------- | --------------------------- | ----------------------------------- | --------------------------- | ---------------------------- | ------------------------------- |
| وزن              | ۹٬۱۱۴ کیلوگرم (۲۰٬۰۹۳ پوند) | ۶٬۲۰۰ کیلوگرم (۱۳٬۷۰۰ پوند)         | ۹٬۹۰۲ کیلوگرم (۲۱٬۸۳۰ پوند) | ۵٬۵۰۰ کیلوگرم (۱۲٬۱۰۰ پوند)  | ۳٬۳۰۰ کیلوگرم (۷٬۳۰۰ پوند)      |
| سلاح             | توپ گاتلینگ ۶ لول ۳۰ م‌م     | توپ گاتلینگ ۶ لول ۲۰ م‌م ام۶۱ والکان | توپ مسلسل ۷ لول ۳۰ م‌م GAU-8 | توپ مسلسل بوفورس ۴۰ م‌م دولول | توپ رولور ۳۵ م‌م اورلیکن میلنیوم |
| نواخت تیر        | ۵۰۰۰ در دقیقه               | ۴۵۰۰ در دقیقه                       | ۴۲۰۰ در دقیقه               | ۶۰۰/۹۰۰ در دقیقه             | ۲۰۰/۱۰۰۰ در دقیقه               |
| برد مؤثر         | ۴٬۰۰۰ متر (۱۳٬۰۰۰ فوت)      | ۳٬۶۰۰ متر (۱۱٬۸۰۰ فوت)              | ۲٬۰۰۰ متر (۶٬۶۰۰ فوت)       | ۴٬۰۰۰ متر (۱۳٬۰۰۰ فوت)       | ۳٬۵۰۰ متر (۱۱٬۵۰۰ فوت)          |
| ذخیره مهمات      | ۲۰۰۰ فشنگ                   | ۱۵۵۰ فشنگ                           | ۱٬۱۹۰ فشنگ                  | ۷۳۶ فشنگ                     | ۲۵۲ فشنگ                        |
| شتاب دهانه       | ۹۰۰ متر بر ثانیه            | ۱۱۰۰ متر بر ثانیه                   | ۱۱۰۹ متر بر ثانیه           | ۱۰۰۰ متر بر ثانیه            | ۱۰۵۰/۱۱۷۵ متر بر ثانیه          |
| صعود و نزول      | -۱۲ تا +۸۸ درجه             | -۲۵ تا +۸۵ درجه                     | -۲۵ تا +۸۵ درجه             | -۱۳ تا +۸۵ درجه              | -۱۵ تا +۸۵ درجه                 |
| سرعت صعود و نزول | ۵۰ درجه در ثانیه            | ۱۱۵ درجه در ثانیه                   | ۱۰۰ درجه در ثانیه           | ۶۰ درجه در ثانیه             | ۷۰ درجه در ثانیه                |
| چرخش             | ۳۶۰ درجه                    | -۱۵۰ تا +۱۵۰ درجه                   | ۳۶۰ درجه                    | ۳۶۰ درجه                     | ۳۶۰ درجه                        |
| سرعت چرخش        | ۷۰ درجه در ثانیه            | ۱۱۵ درجه در ثانیه                   | ۱۰۰درجه در ثانیه            | ۹۰ درجه در ثانیه             | ۱۲۰ درجه در ثانیه               |